# Llac de Mansarovar
El llac o estany de Mansarovar o Manasa Sarovar (Hindi: मानसरोवर झील) és un llac a l'Himàlaia. En tibetà es coneix com a Khang Rinpoche o Mapham Yutso. Amb una superfície de 320 km² quadrats i una profunditat màxima de 90 metres, es troba a 4.556 metres d'altura i molt a prop d'un altre llac, el Rakshastal. A l'hivern el llac està congelat i només es desgela ben entrada la primavera. Ocupa un lloc destacat a la mitologia hindú i un dels quatre llacs dels que bevien els deus. L'Indus neix a l'est de la seva riba nord, el Sutlej al sud-oest de la riba sud, el Brahmaputra a l'est de la riba est. Els mitologistes en sànscrit pensaven erròniament que el Ganges naixia en aquest llac.

## Pelegrinatge
Actualment l'estany Manasarovar es troba a la Regió Autònoma del Tibet fora del territori de l'Índia. Junt amb la veïna muntanya de Kailash (Hindi: कैलाश पर्वत) el llac de Mansarovar és un lloc molt important de pelegrinatge en l'hinduisme. Cada any s'organitza el Kailash Mansarovar Yatra amb la cooperació de les autoritats de la Xina que faciliten visats als participants.

## Significats religiosos

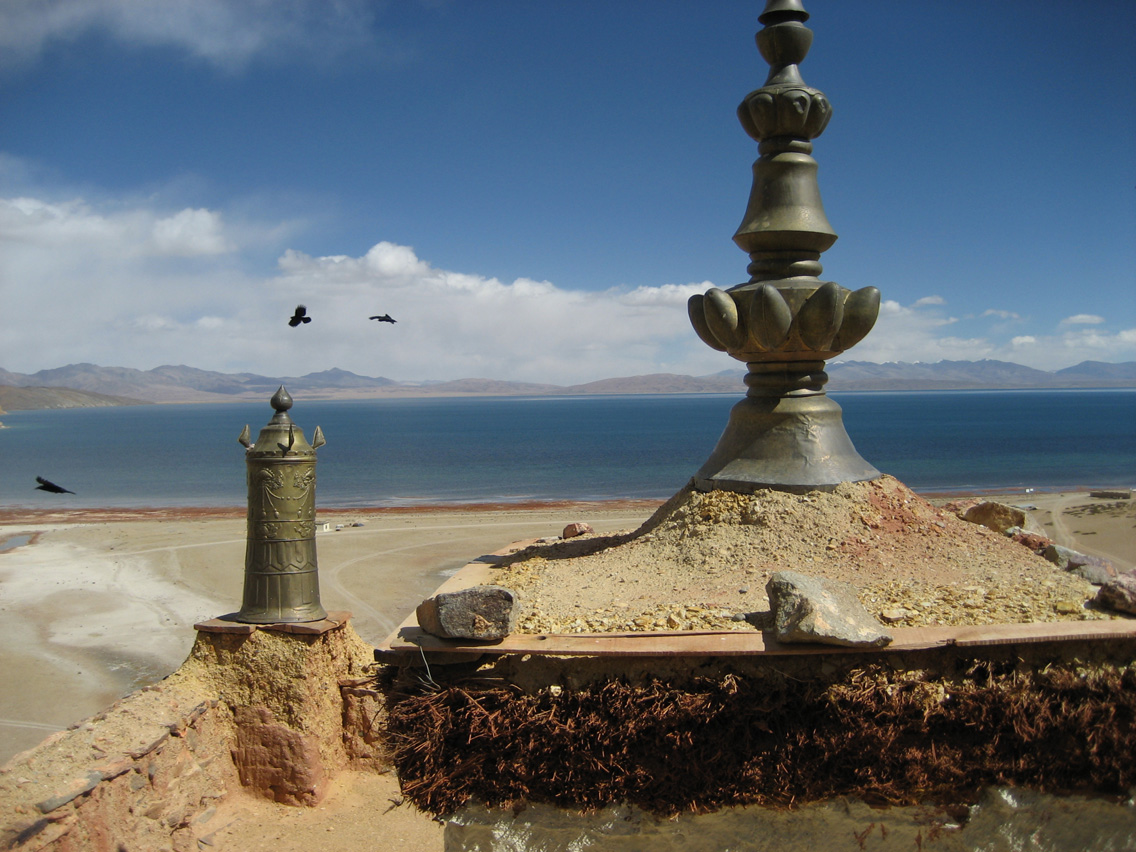
El llac des del monestir de Chiu Gompa

Té un significant religiós profund com a lloc de puresa. Segons la religió hindú tot aquell que toqui la terra que envolta el llac de Mansarovar anirà al paradís de Brahma; qui begui l'aigua anirà al paradís de Shiva i veurà perdonats els pecats de cent vides.
En el Budisme el llac de Mansarovar es relaciona amb l'estany llegendari d'Anavatapta (sànscrit) o Anotatta (pali), el lloc de la concepció de la reina Maya. Hi ha alguns monestirs budistes a la vora del llac; el més important és el monestir de Chiu Gompa.
La mitologia diu que aquest llac es va crear originalment en la ment de Brahma, per això en sànscrit es diu "Manas sarovara" que és la combinació de les paraules manas (ment) i sarovara (llac o estany). Aquest llac és també la residència dels cignes mítics (hamsa) un element important de la simbologia poètica i mítica del subcontinent indi.